# Amblyglyphidodon
Amblyglyphidodon là một chi cá biển thuộc phân họ Pomacentrinae nằm trong họ Cá thia. Tất cả các loài trong chi này đều được tìm thấy trên khắp khu vực Ấn Độ Dương - Thái Bình Dương.

## Từ nguyên
Tiền tố ambly trong từ định danh của chi bắt nguồn từ amblús (ᾰ̓μβλῠ́ς) trong tiếng Hy Lạp cổ đại, mang nghĩa là "cùn, lụt", hàm ý đề cập đến vây hậu môn "có góc tù và bo tròn" của các loài trong chi này; còn glyphidodon là một danh pháp đồng nghĩa của chi Abudefduf.

## Các loài
Có 11 loài được công nhận là hợp lệ trong chi này, bao gồm:
- Amblyglyphidodon aureus (Cuvier, 1830)
- Amblyglyphidodon batunaorum Allen, 1995
- Amblyglyphidodon curacao (Bloch, 1787)
- Amblyglyphidodon flavilatus Allen & Randall, 1980
- Amblyglyphidodon flavopurpureus Allen, Erdmann & Drew, 2012[5]
- Amblyglyphidodon indicus Allen & Randall, 2002[6]
- Amblyglyphidodon leucogaster (Bleeker, 1847)
- Amblyglyphidodon melanopterus Allen & Randall, 2002[6]
- Amblyglyphidodon orbicularis (Hombron & Jacquinot, 1853)
- Amblyglyphidodon silolona Allen, Erdmann & Drew, 2012[7]
- Amblyglyphidodon ternatensis (Bleeker, 1853)

## Tham khảo

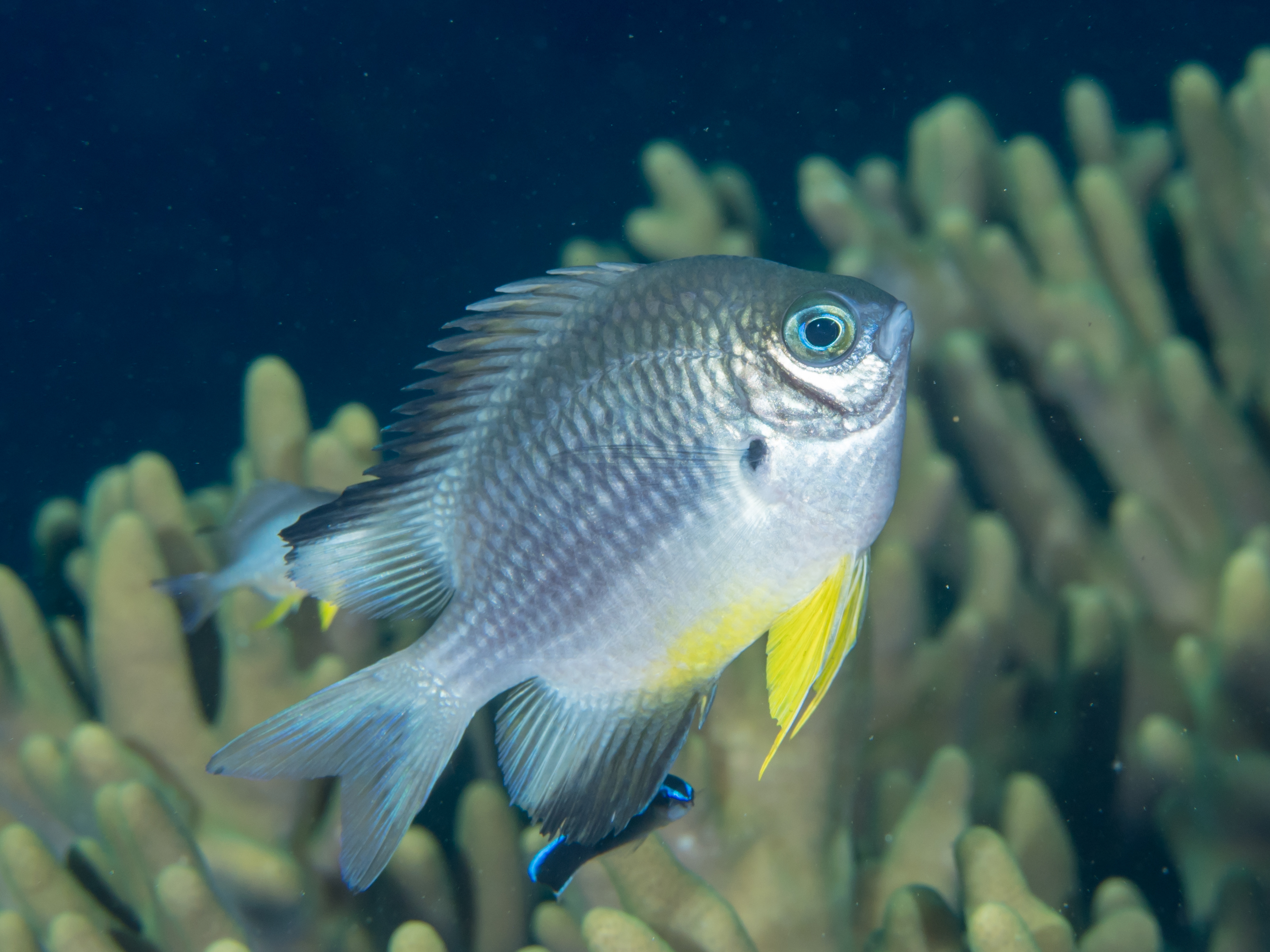
A. leucogaster